# Crane (Indiana)
Crane è un comune degli Stati Uniti d'America, situato nello Stato dell'Indiana, nella contea di Martin.